# Mono (banda)
Mono es una banda japonesa de rock, hasta la fecha,[¿cuándo?] Mono ha publicado seis álbumes de estudio. Pasaron sus primeros años de existencia dando conciertos por Asia, Europa y América y publicaron dos álbumes, Under the Pipal Tree (2001) y One Step More and You Die (2002) en Tzadik Records y Music Mine respectivamente. De 2004 a 2007, Mono firmó con Temporary Residence Limited y publicó dos álbumes más: Walking Cloud and Deep Red Sky, Flag Fluttered and the Sun Shined (2004) y You Are There (2007), con sus correspondientes giras de promoción. En 2008, la banda se tomó un descanso que duró un año hasta su siguiente obra, Hymn to the Immortal Wind (2009). Tres años después, publicaron el álbum For My Parents (2012).
El estilo de la banda está influido por el shoegaze y el rock experimental, así como por el Clasicismo y la música clásica contemporánea, con trazas de minimalismo. El sonido de Mono se caracteriza por el uso del reverberación, la distorsión y el delay en las guitarras de Goto y Yoda. Las actuaciones en público del grupo acostumbran a ser intensas, tanto en su manera de tocar como en su dinamismo.

## Historia
Mono se forma en Tokio en octubre de 1999 con tres miembros: Goto y Yoda en las guitarras, y Takada en la batería. En enero celebran su primer gran concierto y dos meses después se les une Tamaki en el bajo.
En septiembre de 2000 editan su primer EP: Hey, You y tocan antes de que acabe el año en el Mercury Lounge de Nueva York. En la primavera de 2001 participan en el festival SXSW de Texas. En noviembre editan Under the Pipal Tree, en el sello de John Zorn, con el que tocan tanto en Estados Unidos como en Suecia, siendo su primera actuación en directo en Europa.
En 2002 editan One Step More and You Die y vuelven a tocar en el SXSW, antes de comenzar su primera gran gira por USA con 22 fechas.
Desde su tercer disco los lanzamientos ya se producen a nivel internacional, produciéndose así en 2005 su primera gira por Europa.
En 2006 editan You Are There en Japón, Corea, Europa y EE. UU. El productor de este tercer trabajo es Steve Albini (Nirvana, Pixies, Zao).
Se reedita su segundo trabajo en Europa y América, en mayo y junio giran por EE. UU. con Pelican (con quienes tienen un split EP) y en julio giran de nuevo por Europa.
En septiembre editan en el sello estadounidense Temporary Residence un disco en colaboración con World's End Girlfriend, proyecto que opta más por la electrónica, el CD Palmless Prayer - Mass Murder Refrain, con un sonido menos post-rock y más ambiental.
En septiembre de 2007 el sello estadounidense publica la colección de rarezas titulada como Gone y en Japón su primer DVD, The Sky Remains The Same As Ever, dirigido por Teppei Kishida. 
Coincide con una nueva gira norteamericana, anunciada como última antes de alejarse de los escenarios para preparar un nuevo disco para 2008. Tras actuar junto a Envy en el décimo aniversario de la sala Liquid Room de Tokio, finalmente anuncian una nueva gira europea durante el mes de noviembre y un último concierto en Japón.

## Estilo Musical
Aunque el estilo musical de Mono se ha desarrollado a lo largo de su carrera, se ha caracterizado principalmente por paisajes sonoros dinámicos basados en guitarras, la mayoría de los cuales están compuestos por el guitarrista principal Takaakira Goto, en un intento de canalizar y expresar las emociones de alegría y tristeza.  El estilo de música de la banda originalmente presentaba elementos de minimalismo y ruido, y luego se desarrolló para integrar arreglos e instrumentación orquestales más complejos. La música de Mono ha sido categorizada como clásica contemporánea y post-rock, pero Goto ha declarado:

La música es comunicar lo incomunicable; eso significa que un término como post-rock no significa mucho para nosotros, ya que la música necesita trascender el género para ser significativa.
Takaakira Goto

Mono ha realizado giras por todo el mundo varias veces. Su show en vivo tiende a presentar una interpretación intensa y emocional de los miembros de la banda, además de usar dinámicas extremas (en crescendos y diminuendos) en su intento de crear una actuación en vivo "inolvidable". Al grabar su música, la banda siempre ha tocado en vivo en el estudio y, desde Walking Cloud y Deep Red Sky de 2004, Flag Fluttered and the Sun Shined hasta Hymn to the Immortal Wind de 2009, trabajaron con el ingeniero de grabación de Chicago Steve Albini, quien capturó con precisión la "emoción cruda de una banda en vivo en la cinta magnética".

### Influencias
Mono ha obtenido influencias de varias fuentes musicales y no musicales a lo largo de su carrera. Cuando la banda se formó por primera vez, sus principales influencias fueron la banda estadounidense de rock experimental Sonic Youth y la banda de shoegaze anglo-irlandesa My Bloody Valentine al hacer Under the Pipal Tree y One Step More and You Die. A medida que la banda amplió sus gustos musicales, comenzando con el álbum Walking Cloud and Deep Red Sky, Flag Fluttered and the Sun Shined, comenzaron a verse influenciados por la música de fuentes como el compositor alemán de música clásica Ludwig van Beethoven, el compositor italiano de bandas sonoras de películas Ennio Morricone, y más tarde el compositor minimalista polaco Henryk Górecki, entre otros. El guitarrista principal Takaakira Goto también ha reconocido al director de cine danés Lars von Trier (en particular la película de 1996, Breaking the Waves) como una gran influencia desde la formación de la banda, en términos de expresar las diferentes profundidades y alturas de la emoción.

### Instrumentación
En términos de instrumentación, Mono es una banda de rock instrumental de cuatro integrantes. Goto, el guitarrista principal del grupo, usa un Fender Jazzmaster de 1966 a través de pedales de efectos Boss, Danelectro, SiB y Morley, en un Fender Twin, un cabezal Marshall JCM 2000 y un gabinete Marshall para amplificación. Yoda, el guitarrista rítmico, utiliza una Fender Stratocaster de 1974 a través de pedales de efectos Boss, Tech 21 y Pro Co, en una Fender Twin para la amplificación. Kunishi, la bajista, pianista y guitarrista ocasional del grupo, usa un Gibson EB-3 de 1966 a través de pedales de efectos Boss, TC Electronic y Tech 21, en un cabezal Ampeg B2-R y un gabinete de bajo Sunn, así como un Fender Rhodes, y un Fender Jazzmaster. Dahm el baterista, usa un kit de batería Ludwig de cuatro piezas de la década de 1970, con platillos Zildjian, Sabian y Paiste, así como un sintetizador Korg microKORG.
A medida que la carrera de la banda ha progresado, han incorporado secciones de cuerdas en el disco, comenzando con Under the Pipal Tree, que incluía el uso de violonchelo, continuando con One Step More and You Die and Walking Cloud y Deep Red Sky, Flag Fluttered y Sun Shined. que contó con cuartetos de cuerda, y You Are There, que contó con un quinteto de cuerda. En Hymn to the Immortal Wind, la banda hizo uso de una orquesta de cámara de 28 piezas. 

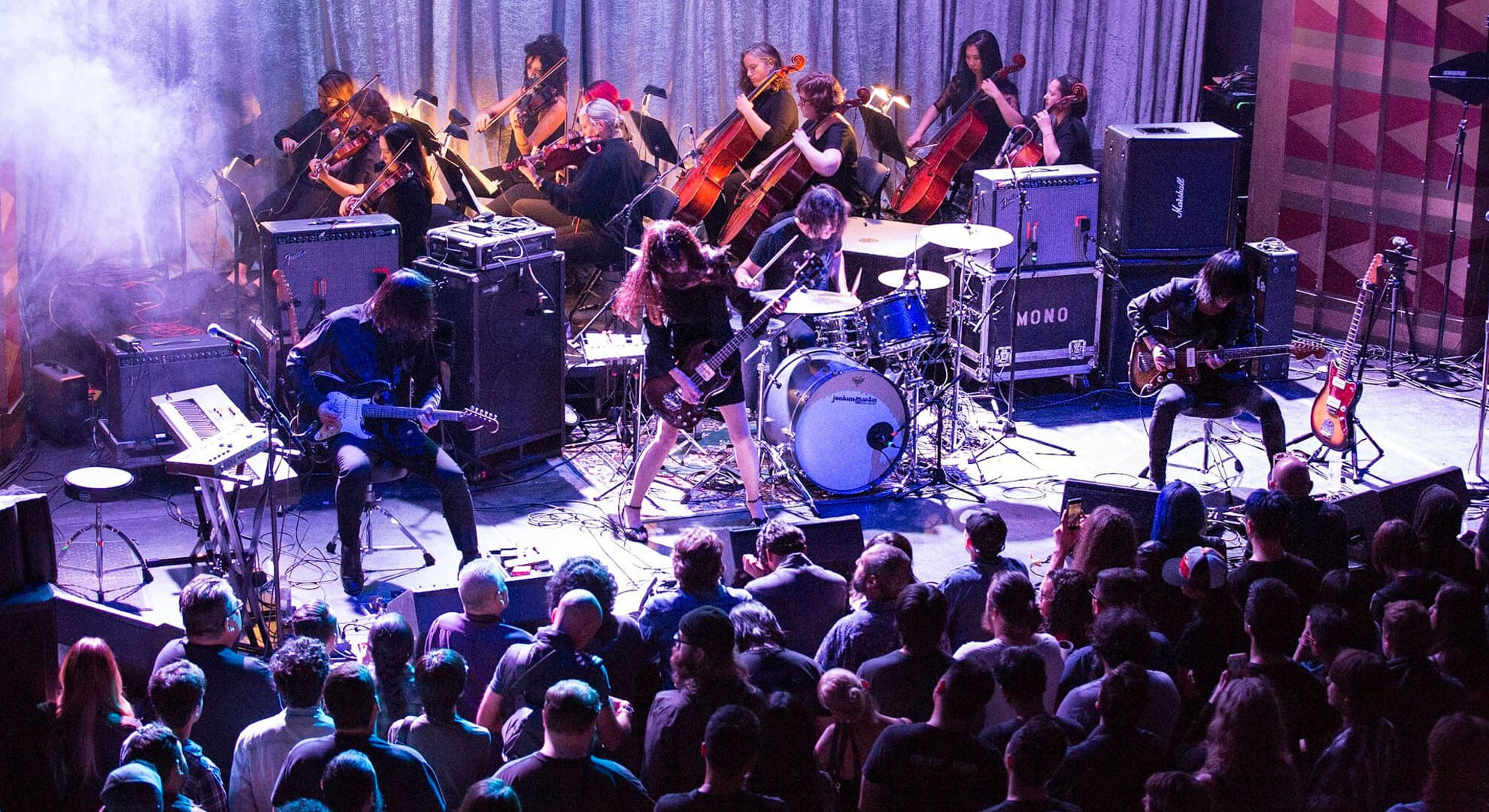
Mono en vivo

## Miembros
- Takaakira Goto "Taka" (Guitarra)
- Hideki Suematsu "Yoda" (Guitarra)
- Tamaki Kunishi (Bajo, Piano)
- Dahm (Batería)

### Miembros anteriores
- Yasunori Takada  (Batería)

## Discografía
Álbumes de estudio
- Under the Pipal Tree (2001)
- One Step More and You Die (2002)
- Walking Cloud and Deep Red Sky, Flag Fluttered and the Sun Shined (2004)
- You Are There (2006)
- Hymn to the Immortal Wind (2009)
- For My Parents (2012)
- The Last Dawn (2014)
- Rays of Darkness (2014)
- Requiem for Hell (2016)
- Nowhere Now Here (2019)
- Pilgrimage of the Soul (2021)
- Oath (2024)

Recopilatorios
- Gone: A Collection of EPs 2000–2007 (2007)

Splits
- Mono/Pelican (2005)
- Palmless Prayer/Mass Murder Refrain (2006)

EP
- Hey, You (2000)
- Memorie dal Futuro (2006)
- The Phoenix Tree (2007)
- Scarlet Holliday (2022)

Álbumes remezclados
- New York Soundtracks (2004)

Directos
- Holy Ground: NYC Live With The Wordless Music Orchestra (2010)

DVD
- The Sky Remains The Same As Ever (2007)
- Holy Ground: NYC Live With The Wordless Music Orchestra (2010)